# Wind-up Records
Wind-up Records es una compañía discográfica estadounidense creada en Nueva York. Fue formada en 1997 cuando Alan y Diana Meltzer compraron Grass Records. Los lanzamientos del sello son distribuidos por Sony BMG Music Entertainment a nivel mundial, a excepción de Canadá, donde la compañía opera Wind-up Entertainment Canada, Inc. y es distribuido por Warner Music Canada. Wind-up es actualmente la compañía discográfica independiente más grande de todo el mundo. Wind-up Entertainment, la empresa matriz, también opera varias compañías publicadoras y una empresa de ventas de mercancía en línea y de gira.
Algunos de las bandas más exitosas del sello son Evanescence, Creed, Seether, Finger Eleven, People in Planes y la cantante en ascenso Emily Osment. Wind-up también ha relanzado álbumes de bandas antiguamente asociadas con Grass Records: The Wrens y Commander Venus.

## Artistas del sello
- Civil Twilight
- 12 Stones
- Ben Moody
- The Crash Motive
- Eric Durrance (anteriormente de Big Dismal)
- Finger Eleven
- Jeremy Fisher
- Joey Culver (anteriormente de Atomship)
- Megan McCauley
- Pilot Speed
- Scott Stapp
- Seether
- Stars Of Track And Field
- Stefy
- Strata
- Submersed
- Thriving Ivory[2]

### Anteriores
- Alter Bridge
- Atomship
- Big Dismal
- Bob Guiney
- Boy Hits Car
- Boy Sets Fire
- Breaking Point
- Cauterize
- Creed
- Drowning Pool
- Dust For Life
- Edgewater
- Emily Osment
- Evanescence
- The Exit
- Must
- People In Planes
- Seven Wiser
- Stereo Fuse
- Stretch Princess
- Trickside

## Bandas sonoras
- Daredevil: The Album
- Elektra: The Album
- Fantastic 4: The Album
- John Tucker Must Die Soundtrack
- The Punisher: The Album
- Scream 3: The Album
- Walk The Line Soundtrack
- World’s Strongest Man Soundtrack